# Parameioneta
Parameioneta is een geslacht van spinnen uit de familie hangmatspinnen (Linyphiidae).

## Soorten
De volgende soorten zijn bij het geslacht ingedeeld:
- Parameioneta bilobata Li & Zhu, 1993
- Parameioneta spicata Locket, 1982